# Nowa Sól (comune rurale)
Nowa Sól è un comune rurale polacco del distretto di Nowa Sól, nel voivodato di Lubusz.
Ricopre una superficie di 176,21 km² e nel 2004 contava 6 541 abitanti.
Il capoluogo è Nowa Sól, che non fa parte del territorio ma costituisce un comune a sé.